# Маньи-Вернуа
Маньи́-Вернуа́ (фр. Magny-Vernois) — коммуна во Франции, находится в регионе Франш-Конте. Департамент — Верхняя Сона. Входит в состав кантона Люр-Сюд. Округ коммуны — Люр.
Код INSEE коммуны — 70321.

## География
Коммуна расположена приблизительно в 340 км к юго-востоку от Парижа, в 60 км северо-восточнее Безансона, в 25 км к востоку от Везуля.
По территории коммуны протекает река Рень и её небольшой приток — река Разу (фр. Razou). Западная часть коммуны покрыта лесами.

## Население
Население коммуны на 2010 год составляло 1304 человека.
| 1962 | 1968 | 1975 | 1982 | 1990 | 1999 | 2010 |
| ---- | ---- | ---- | ---- | ---- | ---- | ---- |
| 678  | 703  | 792  | 927  | 1043 | 1023 | 1304 |

## Экономика

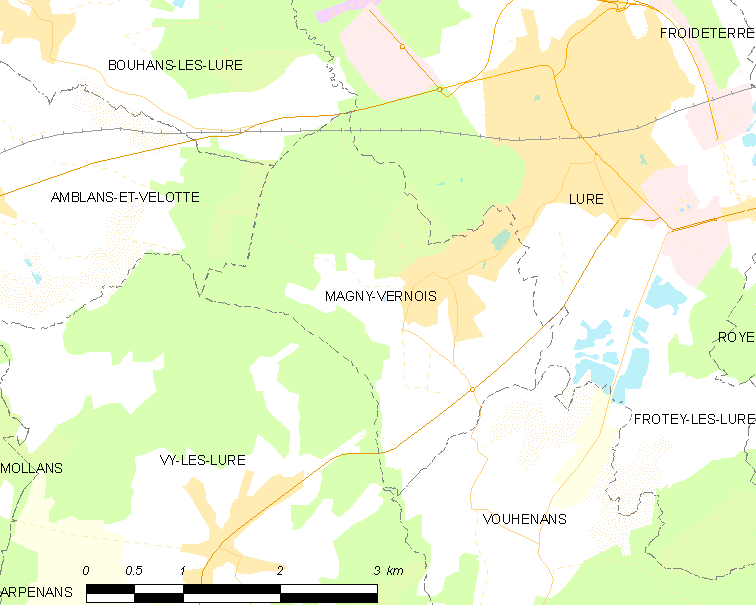
Карта коммуны

В 2010 году среди 845 человек трудоспособного возраста (15—64 лет) 601 были экономически активными, 244 — неактивными (показатель активности — 71,1 %, в 1999 году было 69,2 %). Из 601 активных жителей работали 551 человек (297 мужчин и 254 женщины), безработных было 50 (24 мужчины и 26 женщин). Среди 244 неактивных 59 человек были учениками или студентами, 103 — пенсионерами, 82 были неактивными по другим причинам.